# Nesaea triflora
Nesaea triflora là một loài thực vật có hoa trong họ Lythraceae. Loài này được (L. f.) Kunth mô tả khoa học đầu tiên năm 1823.